# Along Came John
Along Came John est le premier album de l’organiste de jazz John Patton, enregistré en 1963 et paru sur le label Blue Note Records.

## Pistes
Toutes les pistes sont de John Patton, sauf indication contraire.
1. The Silver Meter (Ben Dixon) – 5:41
2. I'll Never Be Free (Bennie Benjamin, George David Weiss) – 5:03
3. Spiffy Diffy (Dixon) – 6:02
4. Along Came John – 6:03
5. Gee Gee – 6:01
6. Pig Foots (Dixon) – 5:44

## Musiciens
- John Patton – orgue
- Fred Jackson, Harold Vick – saxophone ténor
- Grant Green – guitare
- Ben Dixon – batterie